# NRJ Україна
«NRJ Ukraine» (у 2002—2012 роках — Європа Плюс Україна, у 2012—2016 роках — Європа Плас Україна) — українська радіостанція, що розпочала своє мовлення 27 квітня 2006 року замість радіостанції «Апельсин». 2 квітня 2016 року вийшла в ефір з позивним NRJ. Радіостанція виступала інформаційним партнером концертів багатьох виконавців.

## Про радіостанцію
NRJ — музична радіостанція з композиціями від топових виконавців. Радіостанція працює в музичному форматі — TOP-40, CHR — сучасне хітове радіо, тобто основу музичного наповнення ефіру складають найбільш популярні поточні хіти, що визначаються за допомогою хіт-парадів. Також в ефірі — новини, погода, програми «Let's Go! Show», «BACKSTAGE»,«DEEP ME NOW», «CASA MUSICA», «NRJ PRE-PARTY».
З 13 жовтня 2017 року, через рішення НР та закінчення терміну дії ліцензій, розпочато вимкнення передавачів: Дніпро (88,1 МГц), Вінниця (99,3 МГц), Павлоград (100,9 МГц), Маріуполь (103,2 МГц), Запоріжжя (106,2 МГц), 29 грудня 2019 — Херсон (99 МГц), 31 липня 2020 — Миколаїв (100,1 МГц), Одеса (91,4 МГц), 22 грудня 2020 — Львів (103,9 МГц).
З 24 лютого по 10 квітня 2022 року, через широкомасштабне російське вторгнення в Україну, радіостанція транслювала телемарафон «Єдині новини».
4 серпня 2022 року Національна рада України з питань телебачення і радіомовлення відмовила продовжити ліцензію радіостанції ТОВ ТРК «Радіо 50» (101,1 МГц 1 кВт у місті Харкові). У структурі власності ТРК є компанія, зареєстрована в офшорній зоні. Українське законодавство забороняє таким компаніям засновувати і брати участь у телерадіоорганізаціях. Недотримання цих вимог є підставою для відмови у продовженні ліцензії на мовлення. 3 вересня 2022 року було припинено мовлення.
23 лютого 2023 року було припинено мовлення на частоті 107 МГц у Запоріжжі. 12 квітня 2023 року розпочато вимкнення передавачів в Івано-Франківську (102 МГц), Рівному (102,2 МГц). 26 квітня 2023 року — в Нікополі (100,6 МГц), Чернігові (105,9 МГц), Кропивницькому (99,3 МГц). 27 квітня 2023 року — у Житомирі (107,3 МГц), Черкасах (101,6 МГц), Кривому Розі (103,2 МГц). 28 квітня 2023 року — у Сумах (88,6 МГц). 1 травня 2023 року — у Києві (92,8 МГц).

## Аудиторія
Унікальна денна аудиторія радіо становить близько 750 тис. слухачів. Щодня станцію прослуховує 521 тис. представників унікальної цільової аудиторії віком 18-35 років[джерело?]. Музичний формат — Adult contemporary (AC), тобто безперервний мікс із музики, куди входить в основному танцювальна та поп-музика.

## Програми
- Let's Go Show — музика, дискусії, новини, інтерактив. Ведучі — Френк, Маша Виноградова.
- NRJ Top 30 — хіт-парад найпопулярніших пісень радіо за минулий тиждень за підсумками голосування слухачів. Ведуча — Яна Мануйлова.
- Deep Me Now  —двогодинна музична програма з deep house музикою
- NRJ pre-party — виходить щоп'ятниці о 22:00, тривалість 2 години. Автор програми — український діджей Саня Димов. В ефірі танцювальна музика, мікси від автора, а також гостьові мікси інших діджеїв.
- Vip Charter — подорож найбільшими і найвпливовішими чартами світу (Billboard hot 100, Shazam, ITunes и т.п). Ведуча — Яна Мануйлова.
- Backstage — суботнє EDM (Electronic Dance Music) радіошоу, двогодинний мікс авторства чотирьох проєктів, резидентів радіошоу, та один запрошений. Засновано Mark Devite 4 квітня 2015 року, саме він і став основним ведучим, а вже згодом, було прийнято рішення взяти у команду ще кількох артистів: Gidro, Seidlar та Alisha. З часом проєкт покинув Seidlar та Alisha, проте на місце останніх прийшли проєкти Nssnd та Cyborgs.
- Ми-6 — формат, в якому зірки займаються телефонним пранком.
- TOP TEEN CHART — підліткова музика, ведуча — VLADA KАрхів ефіру[3].

## Ведучі таДі-джеї
- Френк і Маша Виноградова (ведучі ранкового шоу);
- Міла Єремеєва (ведуча денного ефіру, #Vгуби);
- Яна Мануйлова (ведуча вечірнього шоу 2В, NRJ Топ-30, Vip Charter);
- Саня Димов (ведучий денного ефіру, NRJ Pre-Party);
- Mark Devite, Gidro (Віталій Кінах та Василь Жидун), Nssnd та Cyborgs (ведучі шоу Backstage);
- VLADA K (ведуча TOP TEEN CHART).

### Ведучі та ді-джеї, які працювали раніше
- Ірина Філатова
- Марта Папіч
- Роман Давидов
- Влад Анфімов
- Дмитро Лавров
- Маша Ледіна
- Alloise
- Саша Ротар
- Аліна Світлична
- Женя Тюртюбек
- J-Dun
- Seidlar (Павло Сідляр)
- Alisha
- Олександр Скічко
- Ксенія Ray
- Макс Назаров
- Варя Волкова
- MamaRika
- Олександр Вишневський
- VLADA K

## Міста ретрансляції
- Одеса — 100,4 FM
- Кременчук — 106,0 FM
- Полтава — 106,8 FM